# Maurizio Pradeaux
Maurizio Pradeaux (* 16. April 1931 in Rom; † 1. Juli 2022) war ein italienischer Filmregisseur und Drehbuchautor.

## Leben
Pradeaux arbeitete zunächst als Produktionsassistent, dabei mehrmals mit Emimmo Salvi. 1967 drehte er seinen ersten eigenen Film, den Italowestern Ramon il Messicano, dem er eine Handvoll weiterer Genrefilme folgen ließ. Mitte der 1970er Jahre konzentrierte er sich auf den Verleih von Filmen und drehte mit Thrilling Love nur noch einen weiteren, der auch in einer Hardcore-Version gezeigt wurde.
In jüngerer Vergangenheit betätigte sich Pradeaux auch als Autor.

## Filmografie (Auswahl)
- 1966: Ramon il Messicano
- 1967: Countdown für 3 Millionen Dollar (28 minuti per 3 milioni di dollari)
- 1970: Churchills Leoparden (I leopardi di Churchill)
- 1972: Rache in El Paso (I senza Dio)
- 1973: Die Nacht der rollenden Köpfe (Passi di danza su una lama di rasoio)
- 1974: Zwei Babysitter auf acht Pfoten (I figli di Zanna Bianca)
- 1989: Thrilling Love

## Werke
- L’amore occulto. Greco e Greco, 2007, ISBN 978-88-7980-449-3.
- Raffaello e La Fornarina. I grandi amori della storia. Greco e Greco, 2009, ISBN 978-88-7980-464-6.
- L’infatazione. Greco e Greco, 2012, ISBN 978-88-7980-611-4.